# Eugène Frot

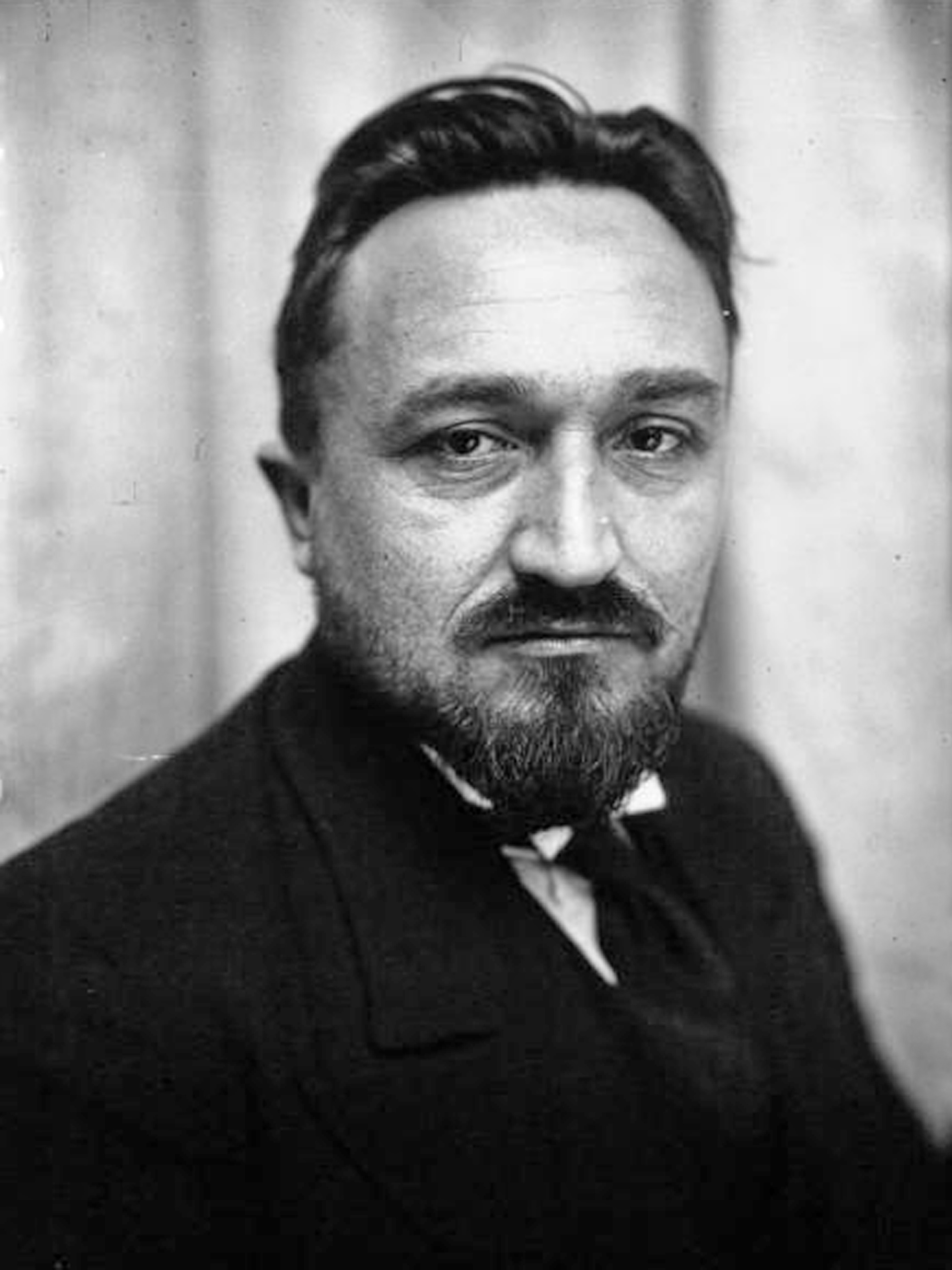
Eugène Frot (1929)

Eugène Frot (* 2. Oktober 1893 in Montargis, Département Loiret; † 10. April 1983 in Château-Landon, Département Seine-et-Marne) war ein französischer Politiker der Section française de l’Internationale ouvrière (SFIO) sowie später der Union socialiste républicaine (USR), der unter anderem von 1924 bis 1942 Mitglied der Nationalversammlung war. Er bekleidete zudem in den 1930er Jahren zahlreiche Ministerämter in verschiedenen Kabinetten.

## Leben
Eugène Frot war nach einem Studium der Rechtswissenschaften als Rechtsanwalt am Berufungsgericht (Cour d’Appel) von Paris sowie als Publizist tätig. 1919 bewarb er sich erfolglos für ein Abgeordnetenmandat in der Abgeordnetenkammer (Chambre des députés). Am 11. Mai 1924 wurde er für die Section française de l’Internationale ouvrière (SFIO) zum Mitglied der Abgeordnetenkammer gewählt und vertrat in dieser bis zum 31. Mai 1942 das Département Loiret. Nachdem er aus der SFIO ausgetreten war, wechselte er 1932 als Mitglied zur Union socialiste républicaine (USR).
Sein erstes Regierungsamt übernahm Frot am 18. Dezember 1932, als er bis zum 28. Januar 1933 als Sous-secrétaire d’Etat à la présidence du Conseil Unterstaatssekretär im Amt von Premierministers Joseph Paul-Boncour war. Im darauf folgenden ersten Kabinett Daladier fungierte er zwischen dem 31. Januar und dem 24. Oktober 1933 erstmals als Minister für die Handelsmarine (Ministre de la Marine Marchande). Im darauf folgenden ersten Kabinett Sarraut bekleidete er vom 26. Oktober bis zum 26. November 1933 zum ersten Mal als Minister für Arbeit und Sozialversicherungsleistungen (Ministre du Travail et de la Prévoyance sociale). Anschließend fungierte er vom 26. November 1933 bis zu seiner Ablösung durch William Bertrand am 9. Januar 1934 zunächst wieder als Minister für die Handelsmarine im zweiten Kabinett Chautemps, ehe er im Zuge einer Regierungsumbildung als Nachfolger von Lucien Lamoureux zwischen dem 9. und dem 27. Januar 1934 wieder Minister für Arbeit und Sozialversicherungsleistungen in diesem Kabinett war. Daraufhin war er zwischen dem 30. Januar und dem 9. Februar 1934 noch Innenminister (Ministre de l’Intérieur) im zweiten Kabinett Daladier.
Nach der mit dem Waffenstillstand vom 22. Juni 1940 anerkannten militärischen Niederlage der Dritten Französischen Republik gegen das nationalsozialistische Deutsche Reich wurde Eugène Frot Mitglied des Nationalrates des Vichy-Regimes, dem er jedoch nur kurze Zeit angehörte und dann zurücktrat. Am 10. Juli 1940 hatte er in der Nationalversammlung für die erweiterten Vollmachten für Marschall Pétain und damit für das Ende der Dritten Republik gestimmt. Im März 1941 weigerte er sich in die von Admiral François Darlan gebildete Regierung einzutreten. In der folgenden Zeit trat er als Vermittler zwischen Pierre Laval und Georges Mandel ein, beteiligte sich aber nicht aktiv am Widerstand der Résistance.
Nach der Befreiung nahm Frot seinen Anwaltsberuf wieder auf und verteidigte Georges Albertini, einer der Führer der 1941 von Marcel Déat gegründeten rechtsextremen Rassemblement national populaire (RNP), vor dem Pariser Gerichtshof. Bald darauf verließ er die Anwaltskammer und widmete sich der Verwaltung von Unternehmen.